# Побединское сельское поселение (Томская область)
Побединское се́льское поселе́ние — муниципальное образование в Шегарском районе Томской области Российской Федерации.
Административный центр — посёлок Победа.

## История
Статус и границы сельского поселения установлены Законом Томской области от 10 сентября 2004 года № 206-ОЗ «О наделении статусом муниципального района, сельского поселения и установлении границ муниципальных образований на территории Шегарского района»

## Население
| 2002  | 2010  | 2012  | 2013  | 2014  | 2015  | 2016  |
| ----- | ----- | ----- | ----- | ----- | ----- | ----- |
| 3541  | ↘2112 | ↘2069 | ↗2148 | ↗2165 | ↘2134 | ↘2115 |
| 2017  | 2018  | 2019  | 2020  | 2021  |       |       |
| ↗2117 | ↘2111 | ↗2153 | ↗2195 | ↘2093 |       |       |

## Состав сельского поселения
| № | Населённый пункт | Тип населённого пункта          | Население |
| - | ---------------- | ------------------------------- | --------- |
| 1 | Кулманы          | деревня                         | ↘26       |
| 2 | Оськино          | деревня                         | ↗42       |
| 3 | Победа           | посёлок, административный центр | ↘2025     |